# Lista dos filmes que mais frequentemente usam a palavra "fuck"
O uso de palavrões em filmes sempre foi controverso, mas aumentou significativamente nos últimos anos. O uso da palavra fuck em filmes atrai críticas particulares; em 2005, o documentário Fuck tratou inteiramente desse fenômeno. Acredita-se que a palavra "fuck" seja o termo tabu mais usado no cinema americano. O Código de Produção de Filmes de 1927, mais conhecido como "Código Hays", proibiu o uso de palavrões de uma vez. Isso até 1968, quando a Motion Picture Association of America estabeleceu um sistema de classificações para usar como um guia para determinar a adequação do conteúdo de um filme. Em 1970, M*A*S*H se tornou o primeiro filme americano a usar a palavra fuck.
O sistema de classificação da MPAA atribui uma classificação PG-13 se um filme contiver a palavra. A classificação R é normalmente exigida se o filme contém duas declarações ou se a palavra é usada em um contexto sexual; no entanto, existem exceções a esta regra. Em alguns casos, os cineastas apelaram da classificação porque seu público-alvo pode evitar um filme censurado. Os censores têm sido mais tolerantes com a palavra em filmes que retratam eventos históricos. O sistema de classificação é voluntário; não há nenhuma exigência legal para que os cineastas enviem seus filmes para serem avaliados.
Esta é uma lista de filmes não pornográficos, em inglês, contendo pelo menos 150 usos falados da palavra "fuck" (ou um de seus derivados), ordenados pelo número de tais usos.

## Lista de filmes pelo número de usos de "fuck"
| Filme                           | Ano  | Quantidade | Duração (min) | Avaliação | Ref(s).       |
| ------------------------------- | ---- | ---------- | ------------- | --------- | ------------- |
| Swearnet: The Movie             | 2014 | 935        | 112           | 8.35      | [ 9 ]         |
| Fuck (documentário)             | 2005 | 857        | 93            | 9.21      | [ 10 ] [ 11 ] |
| The Wolf of Wall Street         | 2013 | 569        | 180           | 3.16      | [ 12 ] [ 13 ] |
| Uncut Gems                      | 2019 | 506        | 135           | 3.75      |               |
| Summer of Sam                   | 1999 | 435        | 142           | 3.06      | [ 14 ]        |
| Nil by Mouth                    | 1997 | 428        | 128           | 3.34      | [ 15 ]        |
| Casino                          | 1995 | 422        | 178           | 2.40      |               |
| Straight Outta Compton          | 2015 | 392        | 167           | 2.35      |               |
| Alpha Dog                       | 2006 | 367        | 117           | 3.14      | [ 16 ]        |
| The Outpost                     | 2020 | 355        | 123           | 2.89      | [ 17 ]        |
| End of Watch                    | 2012 | 326        | 109           | 2.99      | [ 18 ]        |
| One Day Removals                | 2008 | 320        | 85            | 3.76      | [ 19 ]        |
| Twin Town                       | 1997 | 318        | 99            | 3.21      | [ 20 ]        |
| Running Scared                  | 2006 | 315        | 122           | 2.58      |               |
| Sweet Sixteen                   | 2002 | 313        | 106           | 2.95      | [ 19 ]        |
| Martin Lawrence Live: Runteldat | 2002 | 311        | 113           | 2.75      | [ 21 ]        |
| Menace II Society               | 1993 | 300        | 97            | 3.09      |               |
| Goodfellas                      | 1990 | 300        | 146           | 2.05      | [ 22 ]        |
| Narc                            | 2002 | 297        | 105           | 2.83      | [ 23 ]        |
| Harsh Times                     | 2006 | 296        | 116           | 2.55      | [ 24 ]        |
| Another Day in Paradise         | 1998 | 291        | 101           | 2.88      | [ 25 ]        |
| Made                            | 2001 | 291        | 94            | 3.09      | [ 26 ]        |
| Pride and Glory                 | 2008 | 291        | 130           | 2.24      | [ 27 ]        |
| Malcolm & Marie                 | 2021 | 289        | 106           | 2.73      | [ 28 ]        |
| Wheelman                        | 2017 | 286        | 82            | 3.49      | [ 29 ]        |
| Rise of the Footsoldier         | 2007 | 285        | 119           | 2.39      | [ 30 ]        |
| Small Engine Repair             | 2021 | 281        | 103           | 2.73      |               |
| The Big Lebowski                | 1998 | 281        | 117           | 2.40      | [ 31 ] [ 32 ] |
| Dirty                           | 2005 | 280        | 97            | 2.89      | [ 33 ]        |
| Jarhead                         | 2005 | 278        | 123           | 2.26      | [ 34 ]        |
| Cherry                          | 2021 | 276        | 140           | 1.97      | [ 35 ]        |
| Bully                           | 2001 | 274        | 114           | 2.40      | [ 36 ]        |
| State Property 2                | 2005 | 271        | 94            | 2.88      | [ 37 ]        |
| Brooklyn's Finest               | 2010 | 270        | 132           | 2.04      | [ 38 ]        |
| Reservoir Dogs                  | 1992 | 269        | 99            | 2.72      | [ 39 ]        |
| Pulp Fiction                    | 1994 | 265        | 154           | 1.72      | [ 40 ]        |
| Jay and Silent Bob Strike Back  | 2001 | 248        | 104           | 2.38      | [ 41 ]        |
| Do the Right Thing              | 1989 | 240        | 120           | 2.00      | [ 42 ]        |
| Free Fire                       | 2016 | 240        | 90            | 2.67      | [ 43 ]        |
| The Boondock Saints             | 1999 | 239        | 108           | 2.21      | [ 44 ]        |
| The Departed                    | 2006 | 237        | 151           | 1.57      | [ 45 ]        |
| Empire                          | 2002 | 236        | 90            | 2.62      | [ 46 ]        |
| Black Mass                      | 2015 | 234        | 123           | 1.90      | [ 47 ]        |
| True Romance                    | 1993 | 234        | 118           | 1.98      | [ 48 ]        |
| Goon                            | 2012 | 231        | 92            | 2.51      | [ 49 ]        |
| Infamous                        | 2020 | 230        | 100           | 2.30      | [ 50 ]        |
| My Name Is Joe                  | 1998 | 230        | 105           | 2.19      | [ 51 ]        |
| State of Grace                  | 1990 | 230        | 134           | 1.72      | [ 52 ]        |
| Gridlock'd                      | 1997 | 227        | 91            | 2.49      | [ 53 ]        |
| The Devil's Rejects             | 2005 | 224        | 109           | 2.06      | [ 54 ]        |
| Eddie Murphy Raw                | 1987 | 223        | 90            | 2.48      | [ 55 ]        |
| Suicide Kings                   | 1997 | 222        | 106           | 2.09      | [ 56 ]        |
| Zack and Miri Make a Porno      | 2008 | 219        | 102           | 2.15      | [ 57 ]        |
| 30 Minutes or Less              | 2011 | 218        | 83            | 2.63      | [ 58 ]        |
| Black and White                 | 1999 | 215        | 98            | 2.19      | [ 59 ]        |
| American History X              | 1998 | 214        | 119           | 1.80      | [ 60 ]        |
| The Original Kings of Comedy    | 2000 | 213        | 115           | 1.85      | [ 61 ]        |
| Hot Tub Time Machine            | 2010 | 212        | 99            | 2.14      | [ 62 ]        |
| All Eyez on Me                  | 2017 | 210        | 140           | 1.50      | [ 63 ]        |
| Layer Cake                      | 2004 | 210        | 105           | 2.00      | [ 64 ]        |
| Monument Ave.                   | 1998 | 210        | 93            | 2.26      | [ 65 ]        |
| Scarface                        | 1983 | 207        | 170           | 1.22      | [ 66 ]        |
| Spun                            | 2002 | 203        | 101           | 2.01      | [ 67 ]        |
| 8 Mile                          | 2002 | 200        | 110           | 1.82      | [ 68 ]        |
| 22 Jump Street                  | 2014 | 200        | 112           | 1.78      | [ 69 ]        |
| A Bronx Tale                    | 1993 | 200        | 120           | 1.67      | [ 70 ]        |
| Dysfunktional Family            | 2003 | 200        | 89            | 2.25      | [ 71 ]        |
| Skin                            | 2019 | 200        | 110           | 1.82      | [ 72 ]        |
| This Is The End                 | 2013 | 200        | 107           | 1.87      | [ 73 ]        |
| I Got the Hook Up               | 1998 | 197        | 93            | 2.12      | [ 74 ]        |
| Born on the Fourth of July      | 1989 | 196        | 145           | 1.35      | [ 75 ]        |
| Sabotage                        | 2014 | 196        | 109           | 1.80      | [ 76 ]        |
| Killing Them Softly             | 2012 | 193        | 97            | 1.99      | [ 77 ]        |
| Next Day Air                    | 2009 | 193        | 84            | 2.30      | [ 78 ]        |
| Overnight                       | 2003 | 191        | 82            | 2.33      | [ 79 ]        |
| Magnolia                        | 1999 | 190        | 188           | 1.01      | [ 80 ]        |
| Ten Benny                       | 1996 | 190        | 108           | 1.76      | [ 81 ]        |
| Monster                         | 2003 | 187        | 109           | 1.71      | [ 82 ]        |
| Belly                           | 1998 | 186        | 92            | 2.02      | [ 83 ]        |
| Hustle & Flow                   | 2005 | 186        | 116           | 1.60      | [ 84 ]        |
| Clockers                        | 1995 | 185        | 128           | 1.44      | [ 85 ]        |
| Get Rich or Die Tryin'          | 2005 | 185        | 117           | 1.58      | [ 86 ]        |
| The Wall                        | 2017 | 185        | 88            | 2.10      | [ 87 ]        |
| Bad Santa 2                     | 2016 | 180        | 92            | 1.96      | [ 88 ]        |
| The 51st State                  | 2001 | 180        | 92            | 1.96      | [ 89 ]        |
| Flawless                        | 1999 | 178        | 112           | 1.59      | [ 90 ]        |
| Silk Road                       | 2021 | 177        | 112           | 1.58      | [ 91 ]        |
| Slam                            | 1998 | 176        | 100           | 1.76      | [ 92 ]        |
| Superbad                        | 2007 | 176        | 113           | 1.56      | [ 93 ]        |
| Pineapple Express               | 2008 | 175        | 112           | 1.56      | [ 94 ]        |
| Poetic Justice                  | 1993 | 175        | 109           | 1.60      | [ 95 ]        |
| Project X                       | 2012 | 175        | 88            | 1.99      | [ 96 ]        |
| Human Traffic                   | 1999 | 174        | 99            | 1.76      | [ 97 ]        |
| Bad Santa                       | 2003 | 173        | 91            | 1.90      | [ 98 ]        |
| Tigerland                       | 2000 | 173        | 101           | 1.71      | [ 99 ]        |
| Donnie Brasco                   | 1997 | 172        | 127           | 1.35      | [ 100 ]       |
| Coffee & Kareem                 | 2020 | 171        | 88            | 1.94      | [ 101 ]       |
| Mid90s                          | 2018 | 171        | 85            | 2.01      | [ 102 ]       |
| Backstage                       | 2000 | 170        | 86            | 1.98      | [ 103 ]       |
| Dolemite Is My Name             | 2019 | 169        | 118           | 1.43      | [ 104 ]       |
| Grindhouse                      | 2007 | 169        | 191           | 0.88      | [ 105 ]       |
| Killerman                       | 2019 | 169        | 112           | 1.51      | [ 105 ]       |
| The Commitments                 | 1991 | 169        | 118           | 1.43      | [ 106 ]       |
| Four Rooms                      | 1995 | 168        | 98            | 1.71      | [ 107 ]       |
| Death of a Dynasty              | 2003 | 167        | 92            | 1.81      | [ 108 ]       |
| Gang Related                    | 1997 | 165        | 110           | 1.50      | [ 109 ]       |
| Boogie Nights                   | 1997 | 164        | 155           | 1.06      | [ 110 ]       |
| Crank: High Voltage             | 2009 | 164        | 96            | 1.71      | [ 111 ]       |
| Blood In Blood Out              | 1993 | 163        | 190           | 0.86      | [ 112 ]       |
| 21 and Over                     | 2013 | 162        | 93            | 1.74      | [ 113 ]       |
| Everybody Wants Some!!          | 2016 | 161        | 116           | 1.39      | [ 114 ]       |
| The Grey                        | 2012 | 161        | 117           | 1.38      | [ 115 ]       |
| Lone Survivor                   | 2013 | 161        | 121           | 1.33      | [ 116 ]       |
| Dirty Grandpa                   | 2016 | 160        | 102           | 1.57      | [ 117 ]       |
| Good Time                       | 2017 | 160        | 101           | 1.58      | [ 118 ]       |
| Sausage Party                   | 2016 | 160        | 89            | 1.80      | [ 119 ]       |
| Sorry to Bother You             | 2018 | 160        | 112           | 1.43      | [ 120 ]       |
| Platoon                         | 1986 | 159        | 120           | 1.32      | [ 121 ]       |
| Snatch                          | 2000 | 159        | 102           | 1.56      | [ 122 ]       |
| The Heat                        | 2013 | 158        | 117           | 1.35      | [ 123 ]       |
| Blue Collar                     | 1978 | 158        | 114           | 1.39      |               |
| Dead Presidents                 | 1995 | 157        | 119           | 1.32      | [ 124 ]       |
| Magic Mike                      | 2012 | 156        | 110           | 1.42      | [ 125 ]       |
| That's My Boy                   | 2012 | 156        | 114           | 1.37      | [ 126 ]       |
| Intermission                    | 2003 | 155        | 102           | 1.52      | [ 127 ]       |
| Legend                          | 2015 | 155        | 131           | 1.18      | [ 128 ]       |
| The Town                        | 2010 | 155        | 124           | 1.25      | [ 129 ]       |
| The Blair Witch Project         | 1999 | 154        | 81            | 1.90      | [ 130 ]       |
| Funny People                    | 2009 | 154        | 146           | 1.05      | [ 131 ]       |
| Good Will Hunting               | 1997 | 154        | 126           | 1.22      | [ 132 ]       |
| Notorious                       | 2009 | 154        | 123           | 1.25      | [ 133 ]       |
| Bad Boys II                     | 2003 | 153        | 147           | 1.04      | [ 134 ]       |
| Boiler Room                     | 2000 | 153        | 120           | 1.27      | [ 135 ]       |
| All About the Benjamins         | 2002 | 151        | 98            | 1.54      | [ 136 ]       |
| Ash Wednesday                   | 2002 | 151        | 99            | 1.52      | [ 137 ]       |
| In the Name of the Father       | 1993 | 151        | 133           | 1.13      | [ 138 ]       |
| Smokin' Stogies                 | 2001 | 151        | 98            | 1.54      | [ 139 ]       |
| Soul Men                        | 2008 | 151        | 100           | 1.51      | [ 140 ]       |
| All Day and a Night             | 2020 | 150        | 121           | 1.24      | [ 141 ]       |
| American Honey                  | 2016 | 150        | 163           | 0.92      | [ 142 ]       |
| Clerks II                       | 2006 | 150        | 97            | 1.55      | [ 143 ]       |
| Hoffa                           | 1992 | 150        | 140           | 1.07      | [ 144 ]       |
| The Night Before                | 2015 | 150        | 101           | 1.49      | [ 145 ]       |